# Gwendolen Fitzalan-Howardová
Gwendolen Mary Fitzalan-Howardová, vévodkyně z Norfolku a 12. lady Herries z Terregles (11. ledna 1877 – 28. srpna 1945), byla nejstarší dcerou Marmaduke Constable-Maxwella a jeho manželky Angely.
V únoru 1904 se provdala za svého bratrance z prvního kolene, Henryho Fitzalan-Howarda, 15. vévodu z Norfolku. Měli spolu čtyři děti: Mary Rachel (1905–1992), Bernarda Marmaduka (1908–1975), Katherine Mary (1912–2000) a Winifred Alice (1914–2006). 
Po otcově smrti v roce 1908 zdědila titul lady Herries z Terregles.
Zemřela v Kinharvie House poblíž New Abbey, kde se v kostele Panny Marie konala zádušní mše před jejím pohřbem v rodinné hrobce vévodů z Norfolku na hradě Arundel v Sussexu.